# Marian Wright Edelman
Marian Wright Edelman (nascuda a Bennettsville, Carolina del Sud el 6 de juny de 1939) és una advocada i activista afroamericana que ha vetllat pels drets dels nens. És presidenta i fundadora del Fons de Defensa dels Nens (CDF).

## Vida
Marian Wright va néixer el 6 de juny de 1939 a Bennettsville, Carolina del Sud, filla d'Arthur Jerome Wright, un pastor baptista i Maggie Leola Bowen. El 1953 va morir el seu pare d'un atac de cor quan Marian tenia 14 anys i el seu pare li va dir en les seves últimes paraules que no descuidés la seva educació.
Marian Whright va conèixer el 1967 a Peter Edelman, assistent de Robert Francis Kennedy en una visita que va fer al Delta del Mississipi. El 14 de juliol de 1968 es van casar. Amb el seu marit, que era professor de la Universitat de Georgetown i activista pel dret dels jueus, van tenir tres fills, Joshua, Jonah i Ezra. El primer seria administrador pedagògic, el segon és un advocat que va fundar la institució Stand for Children i la tercera és directora i productora de televisió que va guanyar un premi de l'Acadèmia pel seu documental O.J.: Made in America.

### Educació
Del seu pare va aprendre un fort sentiment de la comunitat, auto-disciplina, determinació i actitud.
Al Spelman College va tenir com a professor l'historiador i activista pels drets civils Howard Zinn. El 1960 es va graduar en aquest institut abans d'estudiar dret a la Universitat Yale, en la que es va llicenciar el 1963. Quan estudiava a aquesta universitat, va treballar registrant votants afroamericans de Mississipi.
Va estudiar civilització francesa a La Sorbona de París i a la Universitat de Ginebra després de guanyar una beca Merrill a la dècada de 1950.
El 1963 es va doctorar a la Universitat Yale, on va obtenir la Juris Doctor.

### Activisme i treball com advocada
El 1960 fou arrestada amb altres 14 estudiants en una assentada davant l'ajuntament d'Atlanta involucrats en el Moviment afroamericà pels drets civils.
Entre el 1964 i el 1968 va exercir com a directora de la Fundació per la Defensa Legal de la NAACP de Jackson (Mississipi) després d'haver treballat a la seva seu de Nova York. A aquí va treballar pels drets dels afroamericans i va representar els activistes afroamericans durant el Freedom Summer el 1964. Durant aquests anys també va ajudar a establir la fundació Head Start que es dedicava a la protecció dels nens pobres.
El 1968 va anar a viure a Washington DC per organitzar la Campanya per la Gent Pobre de Martin Luther King i la Conferència Sur de Lideratge Cristià. En aquest any també va fundar el Washington Research Project, una firma legal que treballava per l'interès públic.
Entre el 1971 i el 1973 Marian fou directora del Harvard Center for Law and Education abans que tornés a Washington DC aquest últim any, a on hi va fundar la Children's Defense Fund (Fundació per la Defensa de la Infància - CDF), des de la que esdevé una important activista pel dret dels infants i les famílies. En aquesta fundació, Marian ha treballat pel declivi de les adolescents embarassades, per l'augment de la cobertura mèdica dels nens pobres i de la salut prenatal. A més a més, la fundació també ha lluitat contra la segregació escolar. El 1995 lidera una forta lluita contra la reforma sanitària de Bill Clinton argüint que aquesta faria caure als nens i a les famílies pobres en una pobresa més absoluta.
Mariam Edelman també ha estat en la direcció de la Fundació Robin Hood que treballa per l'eliminació de la pobresa.

## Obres
Les obres de Marian Wright Edelman són:
- Edelman, Marian Wright. Winson and Dovie Hudson's Dream.  Cambridge: Harvard University, 1975. OCLC 49643782.
- Edelman, Marian Wright. American Children and Families.  Washington, D.C.: Religious Action Center, 1981. OCLC 7968448.
- Edelman, Marian Wright. Families in Peril: An Agenda for Social Change.  Cambridge: Harvard University Press, 1987. ISBN 0-674-29228-6.
- Edelman, Marian Wright. The Measure of Our Success.  Boston: Beacon Press, 1992. ISBN 0-8070-3102-X.
- Edelman, Marian Wright. Kids and Guns: A National Disgrace.  Washington, D.C.: Educational Fund To End Handgun Violence, 1993. OCLC 32644803.
- Edelman, Marian Wright. Guide My Feet.  Boston: Beacon Press, 1995. ISBN 0-8070-2308-6.
- Edelman, Marian Wright; Adrienne Yorinks. Stand for Children.  Nova York: Hyperion Books for Children, 1998. ISBN 0-7868-0365-7.
- Edelman, Marian Wright. Lanterns: A Memoir of Mentors.  Boston: Beacon Press, 1999. ISBN 0-8070-7214-1.
- Edelman, Marian Wright. The State of America's Children.  Boston: Beacon, 2000. OCLC 46480964.
- Edelman, Marian Wright. I'm Your Child, God: Prayers for Children and Teenagers.  Nova York: Hyperion, 2002. ISBN 0-7868-0597-8.
- Edelman, Marian Wright. I Can Make a Difference: A Treasury to Inspire Our Children.  Nova York: HarperCollins, 2005. ISBN 0-06-028051-4.
- Edelman, Marian Wright. The Sea Is so Wide and My Boat Is so Small.  Nova York: Hyperion, 2008. ISBN 978-1-4013-2333-2.

## Premis i honors
Al llarg de la seva carrera ha obtingut nombrosos premis entre els quals destaca el Premi Humanitari Albert Shweitzer. El 2000 Bill Clinton li va atorgar la Medalla Presidencial de la Llibertat.
- 1982 Candace Award, National Coalition of 100 Black Women[14]
- 1985 Beques MacArthur
- 1985 Medalla de distinció del Barnard College
- 1986 Doctorat en Lleis, honoris causa pel Bates College
- 1988 Premi Albert Schweitzer per l'Humanitarisme
- 1991 Premi pel Servei Públic en benefici dels pobres atorgat en els Premis Jefferson.[15]
- 1992 Premi Buffalo de Plata atorgat pels Boy Scouts d'Amèrica
- 1995 Premi a la Pau de la Comunitat Internacional Cristiana
- 1996 El segon Premi Heinz per la condició humana[16]
- 2000 Medalla Presidencial de la Llibertat
- La biblioteca del Comtat de Marlboro té el nom de Marian Wright Edelman[17] que està situada al poble a on va néixer, a Bennettsville.[18][19]